# Llista de topònims del Soler
Llista de topònims (noms propis de lloc) del Soler (Rosselló).
Informació actualitzada per un bot. Els canvis manuals es perdran quan s'actualitzi!

## edifici
| imatge | Nom                         | Ubicat a | instància de | Detalls | coordenades                                                                         | Protecció | Commons (més fotos) | Dades a WD                    |
| ------ | --------------------------- | -------- | ------------ | ------- | ----------------------------------------------------------------------------------- | --------- | ------------------- | ----------------------------- |
|        | Castell del Soler           | el Soler | edifici      |         | 42° 41′ 06″ N, 2° 47′ 35″ E / 42.684916666667°N,2.7930555555556°E 51 msnm           |           |                     | Modifica les dades a Wikidata |
|        | Sant Pere del Soler d'Avall | el Soler | edifici      |         | 42° 41′ 14″ N, 2° 48′ 50″ E / 42.68711111°N,2.81380556°E Catalunya del Nord 70 msnm |           |                     | Modifica les dades a Wikidata |

## església
| imatge | Nom                                    | Ubicat a | instància de | Detalls                                             | coordenades                                                                         | Protecció | Commons (més fotos)                              | Dades a WD                    |
| ------ | -------------------------------------- | -------- | ------------ | --------------------------------------------------- | ----------------------------------------------------------------------------------- | --------- | ------------------------------------------------ | ----------------------------- |
|        | Sant Julià i Santa Basilissa del Soler | el Soler | església     |                                                     | 42° 41′ 00″ N, 2° 47′ 39″ E / 42.68341667°N,2.79419444°E Catalunya del Nord 70 msnm |           | Église Saint-Julien-et-Sainte-Baselisse du Soler | Modifica les dades a Wikidata |
|        | Santa Eugènia de la Riba               | el Soler | església     |                                                     | 42° 41′ 14″ N, 2° 49′ 01″ E / 42.68730556°N,2.81683333°E Catalunya del Nord 63 msnm |           | Église Sainte-Eugénie de la Riba                 | Modifica les dades a Wikidata |
|        | església de Santa Maria de l'Eula      | el Soler | església     | Estil: arquitectura romànica Dedicat a: Verge Maria | 42° 39′ 47″ N, 2° 47′ 27″ E / 42.6631°N,2.79093°E                                   |           |                                                  | Modifica les dades a Wikidata |

## Misc
| imatge | Nom                                                              | Ubicat a                                                                                         | instància de                          | Detalls                                                   | coordenades | Protecció                   | Commons (més fotos)                 | Dades a WD                    |
| ------ | ---------------------------------------------------------------- | ------------------------------------------------------------------------------------------------ | ------------------------------------- | --------------------------------------------------------- | --- | --------------------------- | ----------------------------------- | ----------------------------- |
|        | Estació del Soler                                                | el Soler                                                                                         | estació de ferrocarril                |                                                           | 42° 40′ 45″ N, 2° 47′ 42″ E / 42.679055555556°N,2.7950833333333°E 73 msnm                                                        |                             |                                     | Modifica les dades a Wikidata |
|        | Ribera de Castellnou                                             | Pirineus Orientals Castellnou dels Aspres Cameles Sant Feliu d'Avall Sant Feliu d'Amunt el Soler | curs d'aigua                          | Desemboca: Tet Llarg: 13km                                | 42° 37′ 14″ N, 2° 42′ 18″ E / 42.620555555555555°N,2.705°E 42° 40′ 56″ N, 2° 46′ 36″ E / 42.68222222222222°N,2.776666666666667°E |                             |                                     | Modifica les dades a Wikidata |
|        | Sant Domènec del Castell                                         | el Soler                                                                                         | capella                               | Estat: ruïnós                                             | 42° 41′ 05″ N, 2° 47′ 32″ E / 42.68477778°N,2.79233333°E Catalunya del Nord 51.4 msnm                                            |                             | Chapelle Saint-Dominique du château | Modifica les dades a Wikidata |
|        | Santa Eugènia                                                    | el Soler                                                                                         | barri                                 |                                                           | 42° 41′ 13″ N, 2° 49′ 06″ E / 42.687083°N,2.818389°E 61.6 msnm                                                                   |                             |                                     | Modifica les dades a Wikidata |
|        | Santa Maria de l'Eula                                            | el Soler                                                                                         | abadia edifici                        |                                                           | 42° 39′ 50″ N, 2° 47′ 29″ E / 42.66388889°N,2.79144444°E Catalunya del Nord 75.4 msnm                                            |                             |                                     | Modifica les dades a Wikidata |
|        | Tet                                                              | Pirineus Orientals                                                                               | riu                                   | Desemboca: mar Mediterrània Llarg: 115.8km Conca: 1369km² | 42° 42′ 48″ N, 3° 02′ 23″ E / 42.713333333333°N,3.0397222222222°E                                                                |                             | Têt                                 | Modifica les dades a Wikidata |
|        | casa de la vila del Soler                                        | el Soler                                                                                         | instal·lació Ús: seu del govern local |                                                           | 42° 40′ 57″ N, 2° 47′ 44″ E / 42.68240503056°N,2.79559111889297°E fr:PL ANDRE DAUGNAC, 66270 LE SOLER                            |                             | Town hall of Le Soler               | Modifica les dades a Wikidata |
|        | cementiri del Soler                                              | el Soler                                                                                         | cementiri                             |                                                           | 42° 41′ 05″ N, 2° 48′ 01″ E / 42.6847°N,2.8003°E                                                                                 |                             |                                     | Modifica les dades a Wikidata |
|        | placa commemorativa de la primera pedra les l'església del Soler | el Soler                                                                                         | placa commemorativa                   |                                                           | | monument històric catalogat |                                     | Modifica les dades a Wikidata |